# Col di Paolo
Il Col di Paolo è una montagna dell'isola d'Elba.

## Descrizione
Situata nella parte occidentale dell'isola, fa parte della catena del Monte Capanne e raggiunge un'altezza di 507 metri sul livello del mare.
La vetta si trova sulla dorsale delle Macinelle e il toponimo, noto anche come Coll'i Paolo, deriva dal nome di un antico possidente non meglio identificato. Sulla sommità si trova il Caprile del Col di Paolo, mentre a quota inferiore esistono i tre Caprili del Sughereto. Sul Col di Paolo, intorno al 1880, fu rinvenuta dal giovanissimo pastore Francesco Martorella una «pentola piena d'oro» all'interno di una piccola fossa ricoperta con una lastra di pietra; si trattava verosimilmente di una tomba a pozzetto villanoviana con relativa urna cineraria e corredo di strumenti in bronzo, come accaduto presso le non distanti località della  Batinca e della Sassinca.

## Ambiente
La vegetazione è caratterizzata dalla presenza di Erica arborea, Arbutus unedo e Cistus monspeliensis, con notevoli popolamenti di Boletus aereus.